# Niels Helveg Petersen
Niels Helveg Petersen (Odense, 1939. január 17. – 2017. június 3.) dán politikus, külügyminiszter.
1965-ben a koppenhágai egyetemen jogi diplomát szerzett. 1966 és 1974, 1977 és 1993, valamint 1994 és 2011 között parlamenti képviselő volt. 1988 és 1990 között külgazdasági, 1993 és 2000 között Dánia külügyminisztere volt.